# Ленограстим
Ленограстим (англ. Lenograstim, лат. Lenograstimum) — напівсинтетичний препарат, який є рекомбінантним глікопротеїдом, що належить до цитокінів, та еквівалентний людському гранулоцитарному колонієстимулюючому фактору. Ленограстим застосовується підшкірно та внутрішньовенно. Ленограстим розроблений у лабораторії японської компанії «Chugai Pharmaceutical» у 1991 році, яка й розпочала його випуск під торговельною маркою «Нейтроджил».

## Фармакологічні властивості
Ленограстим — напівсинтетичний препарат, який є рекомбінантним глікопротеїдом, що еквівалентний людському гранулоцитарному колонієстимулюючому фактору. Оскільки ленограстим є аналогом гранулоцитарного колонієстимулюючого фактору людини, то після його застосування прискорюється дозрівання і диференціація функціонально активних нейтрофілів, їх вихід у кров із кісткового мозку, та підвищує функціональну активність нейтрофілів. Ленограстим також має імуностимулюючі властивості. Ленограстим застосовується для лікування нейтропенії, спричиненої тривалим застосуванням хіміотерапевтичних засобів для лікування злоякісних пухлин, а також при інших захворюваннях або застосуванні лікарських препаратів, які спричинюють зниження кількості лейкоцитів та зокрема нейтрофілів, у тому числі після трансплантації кісткового мозку, причому його застосування спричинює більший приріст клітин-попередників гемопоезу у крові, ніж застосування іншого аналога гранулоцитарного колонієстимулюючого фактору філграстиму.

### Фармакокінетика
Ленограстим швидко розподіляється в організмі як після внутрішньовенного, так і після підшкірного застосування, біодоступність препарату після підшкірного введення становить 30 %.Препарат метаболізується ферментами нейтрофілів крові. Виводить ленограстим із організму із сечею у вигляді метаболітів. Період напіввиведення препарату становить 3—4 години, при повторних внутрішньовенних ін'єкціях цей час знижується до 1—1,5 години, даних за збільшення цього часу в хворих із порушеннями функції печінки та нирок немає.

## Покази до застосування
Ленограстим застосовується для лікування нейтропенії, спричиненої тривалим застосуванням хіміотерапевтичних засобів для лікування злоякісних пухлин, для мобілізації стовбурових клітин периферичної крові як у хворих, так і здорових донорів, а також при інших захворюваннях або застосуванні лікарських препаратів, які спричинюють зниження кількості лейкоцитів та зокрема нейтрофілів.

## Побічна дія
При застосуванні ленограстиму частота побічних ефектів є меншою, ніж при застосуванні інших подібних препаратів. Найчастішими побічними ефектами препарату є болі у м'язах та кістках, спленомегалія, гарячка, головний біль, діарея, анемія, тромбоцитопенія, носова кровотеча, болючість у місці ін'єкції.

## Протипокази
Ленограстим протипоказаний при застосуванні при підвищеній чутливості до препарату, гострому та хронічному мієлолейкозі та при одночасному проведенні хіміотерапії. Препарат не рекомендований для застосування при вагітності та годуванні грудьми.

## Форми випуску
Ленограстим випускається у вигляді ліофілізату для приготування розчину для ін'єкцій по 33,6 млн. МО.